# Virginio Bracci
Virginio Bracci, född 16 augusti 1737 i Rom, död 12 september 1815 i Rom, var en italiensk skulptör. Han var son till Pietro Bracci.

## Biografi
Virginio Bracci assisterade sin far Pietro vid uppförandet av Fontana di Trevi.
Bracci har bland annat utfört gravmonumentet över kardinal Federico Lante della Rovere i kyrkan San Nicola da Tolentino. År 1784 blev han ledamot av Accademia di San Luca.
Bracci avled 1815 och är begravd i basilikan San Marco i Rom.

## Verk i urval
- Gravmonument över kardinal Federico Lante della Rovere (1775) – Cappella delle Sante Lucrezia e Gertrude, San Nicola da Tolentino[1]